# لثاثة
لَثَّاثَة (خفاش الرحيق) (الاسم العلمي: Macroglossus)، جنس من الخفافيش الضخمة (فصيلة خفافيش الفاكهة) توجد في إندونيسيا وجنوب شرق آسيا. تشتمل على نوعان:
- خفاش الرحيق طويل اللسان، Macroglossus minimus
- خفاش الفاكهة طويل اللسان، Macroglossus sobrinus